# Saint-Ouen-le-Pin
Saint-Ouen-le-Pin és un municipi francès situat al departament de Calvados i a la regió de Normandia. L'any 2007 tenia 302 habitants.

## Demografia

### Població
El 2007 la població de fet de Saint-Ouen-le-Pin era de 302 persones. Hi havia 116 famílies de les quals 29 eren unipersonals (12 homes vivint sols i 17 dones vivint soles), 37 parelles sense fills, 46 parelles amb fills i 4 famílies monoparentals amb fills.
La població ha evolucionat segons el següent gràfic:
Habitants censats

### Habitatges
El 2007 hi havia 149 habitatges, 120 eren l'habitatge principal de la família, 28 eren segones residències i 1 estava desocupat. 146 eren cases i 2 eren apartaments. Dels 120 habitatges principals, 91 estaven ocupats pels seus propietaris, 25 estaven llogats i ocupats pels llogaters i 4 estaven cedits a títol gratuït; 3 tenien dues cambres, 19 en tenien tres, 33 en tenien quatre i 65 en tenien cinc o més. 109 habitatges disposaven pel capbaix d'una plaça de pàrquing. A 59 habitatges hi havia un automòbil i a 59 n'hi havia dos o més.

### Piràmide de població
La piràmide de població per edats i sexe el 2009 era:
| Homes | Edats   | Dones |
| ----- | ------- | ----- |
| 0     | 95 o +  | 0     |
| 0     | 90 a 94 | 4     |
| 4     | 85 a 89 | 4     |
| 0     | 80 a 84 | 0     |
| 0     | 75 a 79 | 0     |
| 8     | 70 a 74 | 4     |
| 8     | 65 a 69 | 4     |
| 4     | 60 a 64 | 8     |
| 8     | 55 a 59 | 12    |
| 4     | 50 a 54 | 4     |
| 12    | 45 a 49 | 4     |
| 12    | 40 a 44 | 16    |
| 8     | 35 a 39 | 4     |
| 12    | 30 a 34 | 16    |
| 12    | 25 a 29 | 4     |
| 0     | 20 a 24 | 8     |
| 12    | 15 a 19 | 8     |
| 28    | 10 a 14 | 0     |
| 16    | 5 a 9   | 12    |
| 16    | 0 a 4   | 8     |

## Economia
El 2007 la població en edat de treballar era de 209 persones, 153 eren actives i 56 eren inactives. De les 153 persones actives 135 estaven ocupades (76 homes i 59 dones) i 17 estaven aturades (4 homes i 13 dones). De les 56 persones inactives 27 estaven jubilades, 16 estaven estudiant i 13 estaven classificades com a «altres inactius».

### Ingressos
El 2009 a Saint-Ouen-le-Pin hi havia 115 unitats fiscals que integraven 297 persones, la mediana anual d'ingressos fiscals per persona era de 17.716 €.

### Activitats econòmiques
Dels 13 establiments que hi havia el 2007, 7 eren d'empreses de construcció, 1 d'una empresa de comerç i reparació d'automòbils, 2 d'empreses immobiliàries i 3 d'empreses de serveis.
Dels 6 establiments de servei als particulars que hi havia el 2009, 1 era un guixaire pintor, 1 fusteria i 4 lampisteries.
L'any 2000 a Saint-Ouen-le-Pin hi havia 8 explotacions agrícoles que ocupaven un total de 270 hectàrees.

## Poblacions més properes
El següent diagrama mostra les poblacions més properes.